# Rafael de Sobremonte

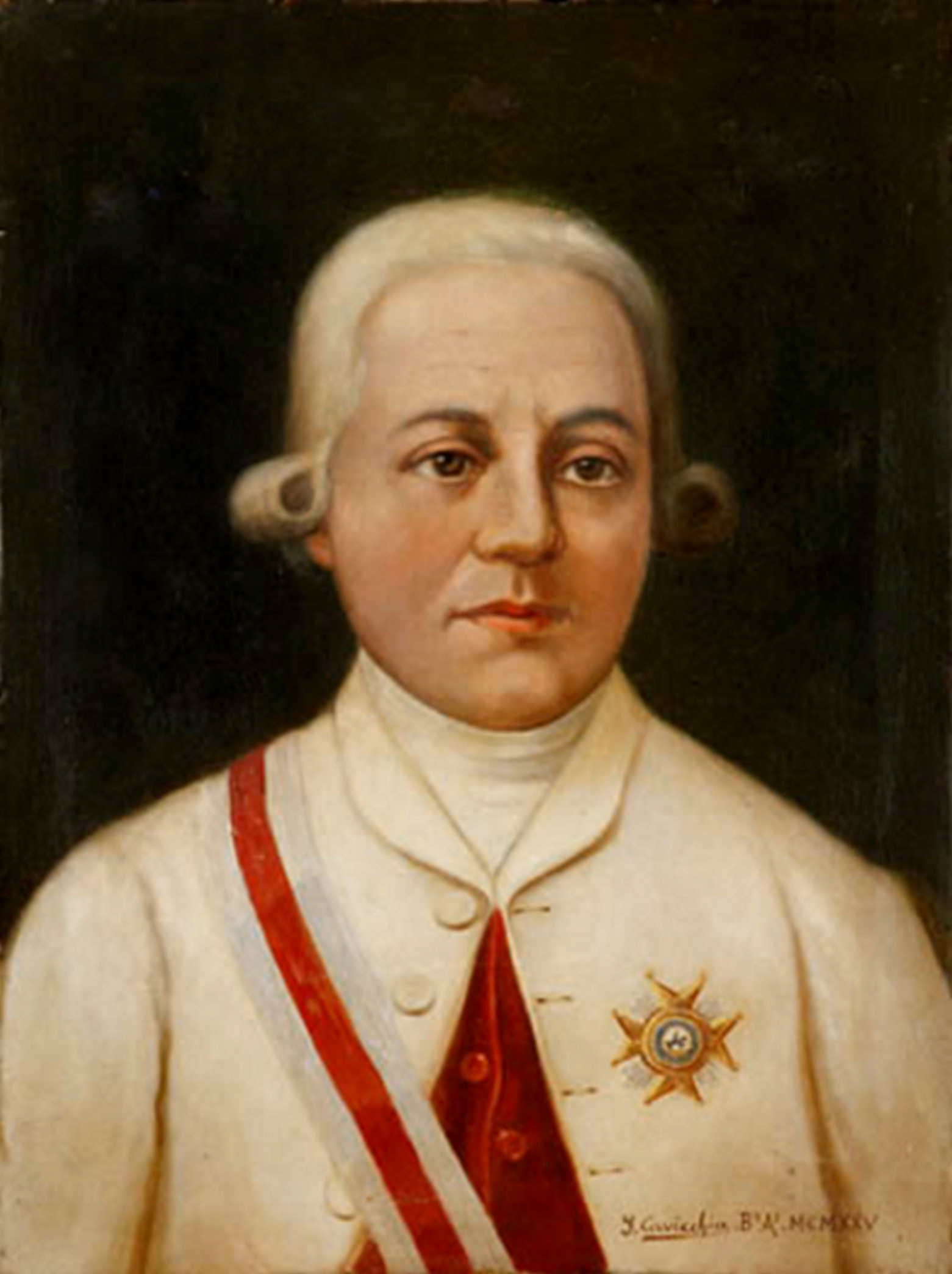
Rafael de Sobremonte

Rafael de Sobremonte y Núñez Castillo, Markgraf (marqués) de Sobremonte (* 27. November 1745 in Sevilla, Region Andalusien, Spanien; † Januar 1827 in Cádiz, Spanien) war ein spanischer Offizier und Kolonialverwalter, der als Vizekönig von Río de la Plata amtierte.

## Leben
Sobremonte entstammte einer adligen Familie. Sein Vater Raimundo de Sobremonte war zweiter Träger des Markgrafentitels und Oidor an der Real Audiencia von Sevilla.
Im Alter von 14 Jahren trat Rafael de Sobremonte seinen Dienst in der spanischen Armee im Regiment der königlichen Garde an. Er diente in Cartagena, Ceuta und Puerto Rico.
1782 arbeitete er im Rang eines Oberstleutnants als Sekretär des Vizekönigs Juan José de Vértiz y Salcedo in Buenos Aires. Dort heiratete er Juana María de Larrazábal, mit der er später zwölf Kinder hatte. Im folgenden Jahr wechselte er nach Córdoba (Argentinien) als Provinzgouverneur. Dieses Amt bekleidete er bis 1797. Von 1797 bis 1804 war er Truppeninspekteur der spanischen Kolonialarmee am Río de la Plata und Präsident der Real Audiencia von Buenos Aires (1804).
1804 wurde er als Nachfolger des verstorbenen Joaquín del Pino Vizekönig am Río de la Plata.
Sobremonte sah die Gefahr einer britischen Invasion und bat in Spanien um Verstärkung seiner Truppen, allerdings vergebens. Zur Verteidigung der Kolonie standen ihm lediglich 2.500 Soldaten zur Verfügung, die nicht ausreichten, um die Engländer aufzuhalten, die im Juni 1806 unter dem Befehl von William Carr Beresford Buenos Aires besetzten.
Sobremonte und die Kolonialverwaltung flohen nach Córdoba und versuchten von dort aus die Wiedereroberung der Küste und der Hauptstadt zu unternehmen. Letztlich waren es aber nicht die spanischen Kolonialtruppen, sondern einheimische Milizionäre unter Santiago de Liniers, welche die Briten im August 1806 wieder vertrieben. Sie verweigerten Sobremonte den Zugang nach Buenos Aires und erhoben schwere Vorwürfe, er habe Feigheit gezeigt und bei der Flucht vor allem seine Familie und seine Besitztümer in Sicherheit bringen wollen.
Sobremonte zog sich daraufhin nach Montevideo zurück, um von dort eine zweite Invasion der Engländer abzuwehren, aber auch dort scheiterte er. Nachdem den Briten unter John Whitelocke die Eroberung Montevideos gelungen war, setzte die Real Audiencia von Buenos Aires im Februar 1807 Sobremonte als Vizekönig ab und verhaftete ihn. An seiner statt rief der Cabildo Abierto (der selbsternannte Stadtrat des befreiten Buenos Aires) Liniers zum Vizekönig aus.
1809 kehrte Sobremonte nach Europa zurück. 1813 beschäftigte sich ein Kriegsgericht in Cádiz mit den Vorwürfen, die gegen ihn erhoben waren, und sprach ihn in den wesentlichen Punkten frei. Er bekleidete noch einige Ämter in Spanien, darunter als Minister im Indienrat von 1814 bis 1819.
Nach dem Tod seiner ersten Frau heiratete er 1820 im Alter von 75 Jahren ein zweites Mal. Seine zweite Frau, María Teresa Millán y Marlos, war die Witwe eines Neffen von Baltasar de Cisneros, dem faktisch letzten spanischen Vizekönig am Río de la Plata vor der Unabhängigkeitserklärung Argentiniens. Gegen diese Ehe gab es in beiden Familien Vorbehalte.
Anfang 1827 starb Rafael de Sobremonte in Cádiz.